# Kenny Edwards (hudebník)
Kenny Edwards (10. února 1946 – 18. srpna 2010) byl americký hudebník, skladatel a producent. V roce 1965 krátce hrál se skupinou Canned Heat. Spolu se zpěvačkou Lindou Ronstadt a kytaristou Bobbym Kimmelem působil ve skupině The Stone Poneys, která v letech 1967–1968 vydala tři studiová alba. Dále hrál ve skupině Bryndle. Později hrál na několika sólových albech Lindy Ronstadt a také na albech desítek dalších hudebníků, mezi které patří Rita Coolidge, Don Henley, JD Souther, Ringo Starr a Warren Zevon. V posledních letech života se věnoval sólové kariéře, debutoval v roce 2002 albem Kenny Edwards; druhé a poslední album vydal v roce 2009 pod názvem Resurrection Road. Zemřel v Santa Barbaře ve věku 64 let.